# Мориц Вильгельм Саксен-Цейцский
Мориц Вильгельм Саксен-Цейцский (нем. Moritz Wilhelm von Sachsen-Zeitz; 12 марта 1664, Цайц — 15 ноября 1718, Вайда) — герцог Саксен-Цейцский с 1681 года.

## Биография
Мориц Вильгельм был сыном саксен-цейцского герцога Морица и его второй жены Доротеи Марии Саксен-Веймарской.
С детства он находился под влиянием учителя Эрнста Людвига фон Пёльница, будущего провоста Наумбурга и канцлера курфюршества Саксония. Мориц Вильгельм проявил большой интерес к древним языкам, религиозно-историческим и теологическим вопросам. Во время большого путешествия во Францию в 1681 году Мориц Вильгельм специально встретился во Франкфурте-на-Майне с основателем пиетизма Филиппом Якобом Шпенером, с 1711 года вступил в переписку с Готфридом Вильгельмом Лейбницем. Помимо религиозных вопросов, Мориц Вильгельм занимался также историко-генеалогическими изысканиями, и в 1709 году написал для курфюрста Фридриха Августа I работу, обосновывающую исторические претензии на Неаполитанское королевство и Королевство Сицилия.
Смерть отца, последовавшая 4 декабря 1681 года, заставила 16-летнего Морица Вильгельма прервать путешествие и вернуться на родину. Поначалу ему был предоставлен лишь протестантский район Наумбург-Цейц, а остальные части герцогства остались под регентством курфюрста Саксонии. Не имея особого выбора, Мориц Вильгельм продолжил прерванное путешествие, расширив маршрут ещё и на Италию, и вернулся на родину в 1684 году.
Подчинённое положение герцогства не удовлетворяло Морица Вильгельма, и он боролся за повышение статуса, опираясь на поддержку других альбертинских герцогств (Саксен-Вейсенфельс и Саксен-Мерзебург), императора, и старого соперника курфюршества Саксония — курфюршества Бранденбург (он был женат на дочери бранденбургского курфюрста Фридриха Вильгельма I).
В 1699 году Мориц Вильгельм выделил в качестве апанажа своему младшему брату Фридриху Генриху, разделявшему с ним интерес к мистицизму, алхимии и магии, замок в Пегау и город Нойштадт-на-Орле. После того, как Фридрих Генрих умер в 1713 году, Мориц Вильгельм стал опекуном при его несовершеннолетнем сыне.
Под влиянием брата Кристиана Августа Мориц Вильгельм ещё с 1697 года стал подумывать об обращении в католицизм, однако его останавливали мысли об управлении Наумбургом (который был протестантским), отношениях с женой (которая была кальвинисткой) и родственниками. В 1715 году Мориц Вильгельм тайно принял католичество, а в начале 1717 года объявил об этом публично. Однако Наумбург обратился с протестом к курфюрсту, не желая подчиняться католику, и Мориц Вильгельм, лишившийся поддержки и доходов, перебрался в город Вайда, где построил католический храм. Находясь под давлением со всех сторон, под влиянием известного пиетиста Августа Германа Франке 16 октября 1718 года Мориц Вильгельм объявил о переходе обратно в протестантизм. Это вызвало волнения и столкновения между разными фракциями. Через несколько недель Мориц Вильгельм скончался.

## Семья и дети
25 июня 1689 года Мориц Вильгельм женился в Потсдаме на Марии Амалии Бранденбург-Шведтской. У них было пятеро детей:
- Фридрих Вильгельм (1690—1690)
- Доротея Вильгельмина (1691—1743)
- Каролина Амалия (1693—1694)
- София Шарлотта (1695—1696)
- Фридрих Август (1700—1710)

## Проблема наследования
В связи с тем, что сын Фридрих Август умер ещё в 1710 году, после смерти Морица Вильгельма возникла проблема наследования. Его брат Кристиан Август был священником и не мог унаследовать герцогство, та же ситуация была и у племянника Морица Адольфа (сына Фридриха Генриха). Поэтому оставшееся без наследников герцогство было возвращено в состав курфюршества Саксония.